# Тайра-но Сигэмори

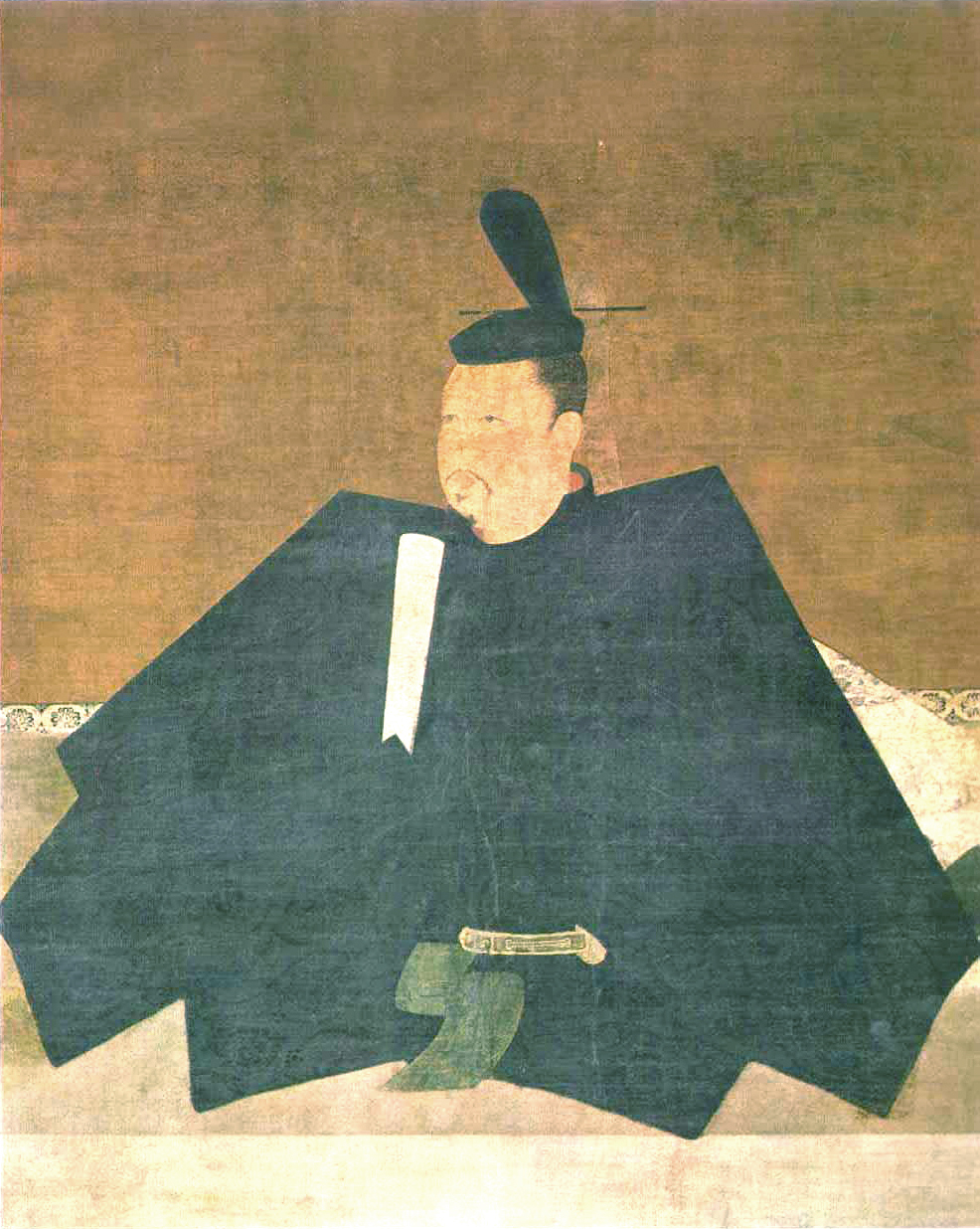
Портрет Тайра Сигэмори, работа Фудзивара Таканобу.

Тайра Сигэмори (平 重盛, 1138 — 1179) — старший сын Тайра-но Киёмори, активный участник войн Тайра и Минамото, важный персонаж «Сказания о доме Тайра».
Сигэмори был сыном Киёмори, внуком Тадамори и правнуком Масамори.
Его братьями были: Мотомори (1139 — ?), Томомори (1151—1185), Сигэхира (1156—1185), Томонори, Киёфуса (? — 1184), Мунэмори (1147—1185) и Корэтоси.
Его сыновьями были: Сукэмори (? — 1185), Киёцунэ (? — 1183), Корэмори (1158—1184), Аримори (? — 1185), Моромори (? — 1184) и Тадафуса. От Сигэмори ведёт своё происхождение японский клан Ода.

## Смута Хогэн
Во время смуты Хогэн кланы Тайра и Минамото были вызваны для подавления мятежа принца Сутоку. Клан Тайра возглавлял Тайра Киёмори, он взял с собой и Сигэмори. Мятежники захватили дворец и Тайра штурмовали западные ворота дворца, которые защищал Минамото Тамэтомо. По легенде, Киёмори не решился штурмовать эти ворота, и Сигэмори сказал: «Приличествует разве воину выбирать врага [слабее себя], чтобы напасть на него? Прошу позволить мне драться именно здесь!» Но его удержали силой и Киёмори атаковал южные ворота. Дворец был взят, а мятеж подавлен. Все сторонники Киёмори получили награды и Тайра начали строить себе дворец в Рокухара.

## Смерть
Умер от болезни в 42 года.

## Комментарии
1. ↑  2-й командир лейб-гвардии, персонаж японского «Сказания о Киёцунэ».